# Distretto urbano dell'Area Occidentale
Il distretto urbano dell'Area Occidentale è un distretto della Sierra Leone situato nell'Area Occidentale.
Il distretto comprende la capitale della Sierra Leone: Freetown. Oltre alla capitale comprende anche le città di Goderich ed Hastings.